# Corleone-familien
Corleone-familien er en gruppe af fiktive karakterer skabt af Mario Puzo, som optræder både i romaner og film. De optrådte første gang i romanen The Godfather fra 1969. Det er en mafiafamilie, der stammer fra den sicilianske by Corleone, og driver deres forbryderemperium fra New York City.

## Historisk lederskab

### Boss (officiel og fungerende)
- 1920–1955 – Vito Corleone – semi-pensioneret i 1954
  - fungerende 1945–1946 – Sonny Corleone
  - fungerende 1954-1955 - Michael Corleone
- 1955–1980 – Michael Corleone
  - fungerende 1958–1959 – Tom Hagen
- 1980–ukendt– Vincent Corleone

### Underboss
- 1940–1946 – Sonny Corleone – myrdet af Barzini-lejemordere
- 1947–1954 – Michael Corleone - forfremmet til fungerende leder i slutningen af 1954
- 1955–1959 – Fredo Corleone – kun som status, myrdet af Al Neri 1959
- 1959–ukendt – Albert "Al" Neri

### Consigliere
- 1920–1945 – Genco Abbandando - død af kræft
- 1945–1954 – Tom Hagen
- 1954–1955 - Vito Corleone (uformelt) - Død i 1955
- 1955–197? – Tom Hagen - ukendt dødsdato
- 197?–1980 – Connie Corleone, uformelt
- 1980–ukendt– Michael Corleone – gik på pension på et tidspunkt inden 1997